# 日立町
日立町（ひたちまち）は茨城県多賀郡にかつて存在した町である。

## 概要
現在の日立市は1939年に新設合併によって誕生した市であり、本町とは異なる自治体である。

## 地理
- 現在の日立市の中部に位置する。
- 村域は多賀山地の一部に位置し山がちな地形になっている。

## 歴史

### 町域の変遷
- 1889年（明治22年）4月1日 - 町村制の施行により、宮田村、滑川村が合併して多賀郡日立村が発足。
- 1924年（大正13年）8月26日 - 町制施行して日立町となる。
- 1939年（昭和14年）9月1日 – 助川町と合併し日立市が発足。同日日立町廃止。

変遷表
| 1868年 以前 | 1868年 以前 | 明治22年 4月1日 | 大正13年 8月26日 | 昭和14年 9月1日 | 現在   |
| ----------- | ----------- | --------------- | ---------------- | --------------- | ------ |
|             | 宮田村      | 日立村          | 町制             | 日立市          | 日立市 |
|             | 滑川村      | 日立村          | 町制             | 日立市          | 日立市 |

## 大字
- 宮田（みやた）
- 滑川（なめかわ）

## 人口・世帯

### 人口
総数 [単位： 人]
| 1891年（明治24年） | 2,250  |
| 1912年（明治45年） | 3,590  |
| 1920年（大正 9年） | 20,263 |
| 1925年（大正14年） | 21,254 |
| 1931年（昭和 6年） | 27,388 |
| 1935年（昭和10年） | 33,183 |

### 世帯
総数 [単位： 世帯]
| 1920年（大正 9年） | 6,108 |
| 1925年（大正14年） | 4,198 |
| 1931年（昭和 6年） | 5,577 |
| 1935年（昭和10年） | 6,260 |

## 交通

### 鉄道
常磐線が町域内を通過していたが、駅は存在しなかった。日立駅は助川町に所在し、助川駅と称した。

### 道路
- 陸前浜街道